# اچ‌ام‌اس تیلور (۱۹۰۷)
اچ‌ام‌اس تیلور (۱۹۰۷) (به انگلیسی: HMS Swift (1907)) یک کشتی بود که طول آن ۳۵۳٫۷۵ فوت (۱۰۷٫۸ متر) بود. این کشتی در سال ۱۹۰۷ ساخته شد.